# Erhard Bastek
Erhard Alwin Bastek (* 29. August 1943 in Beuthen O.S., Deutschland; † 17. Januar 2017 in Bytom, Polen) war ein polnischer Politiker deutscher Abstammung. Er gehörte von 1991 bis 1993 dem Sejm in dessen I. Wahlperiode für das Wahlkomitee Deutsche Minderheit an.

## Leben und Beruf
Erhard Bastek, dessen Heimatstadt nach dem Zweiten Weltkrieg polnisch wurde, schloss 1975 ein Studium der Germanistik an der Jagiellonen-Universität in Krakau ab und war danach als Übersetzer für Deutsch, Englisch und Französisch tätig. Bastek war Vorsitzender der „Gesellschaft Deutscher Autoren in Polen“ mit Sitz in Bytom. Eigene Werke veröffentlichte er vorwiegend auf Deutsch.

## Politik
Bei der ersten freien Parlamentswahl 1991 wurde Bastek auf der Liste des Wahlkomitees Deutsche Minderheit in den Sejm gewählt. Bei der Parlamentswahl 1993 kandidierten im Wahlkreis Kattowitz zwei konkurrierende Listen der Deutschen Minderheit, von denen keine ein Mandat gewinnen konnte. So schied Bastek aus dem Sejm aus. Bei den Parlamentswahlen 1997 und 2001 kandidierte er erfolglos für dasselbe Wahlkomitee. Bei den Selbstverwaltungswahlen 2002 kandidierte er als Vertreter der deutschen Minderheit auf der Liste der Bewegung für die Autonomie Schlesiens zum Woiwodschaftssejmik der Woiwodschaft Schlesien, konnte aber ebenfalls kein Mandat gewinnen.